# سوادانية
السوادانية (الاسم العلمي: Ustilaginomycetes) هي طائفة من الفطريات تتبع شعيبة السواديانية من شعبة الدعاميات.

## رتب
- السواديات